# آندری دویکیتس
آندری دویکیتس (کرواتی: Andrej Dojkic؛ زادهٔ ۲۶ ژوئیهٔ ۱۹۸۰) بازیگر، و بازیگر تلویزیون اهل کرواسی است.